# Athlétisme aux Jeux olympiques d'été de 1932
Pour des articles plus généraux, voir Jeux olympiques d'été de 1932 et Athlétisme aux Jeux olympiques.
Navigation
Les épreuves d'athlétisme des Jeux olympiques d'été de 1932 ont eu lieu du 31 juillet au 7 août 1932 au Memorial Coliseum de Los Angeles, aux États-Unis. 386 athlètes issus de 34 nations ont pris part aux 29 épreuves du programme (23 masculines et 6 féminines).

## Faits marquants
Durant l'épreuve du 3000 mètres steeple, le Finlandais Volmari Iso-Hollo l’emporta avec une large avance sur ses concurrents, mais dans un temps médiocre supérieur de 1 minute à ses standards. C'est en raison de l'inattention les officiels qui oublièrent de faire tinter la cloche qui annonce le dernier tour, puis d’arrêter le Finlandais au terme des 3000 mètres. Volmari Iso-Hollo parcourut en fait 3460 mètres. Après avoir revu le film de la course, les officiels constatèrent qu’il était passé au 3000 mètres en 9’08 et qu’il aurait battu le record du monde de l’époque.

## Résultats

### Hommes
| Épreuve | Or                                                                           | Argent                                                                                        | Bronze                                                                             |
| --- | ---------------------------------------------------------------------------- | --------------------------------------------------------------------------------------------- | ---------------------------------------------------------------------------------- |
| 100 m détails | Eddie Tolan (USA) 10 s 3 (WR)                                                | Ralph Metcalfe (USA) 10 s 3 (WR)                                                              | Arthur Jonath (GER) 10 s 4                                                         |
| 200 m détails | Eddie Tolan (USA) 21 s 2                                                     | George Simpson (USA) 21 s 4                                                                   | Ralph Metcalfe (USA) 21 s 5                                                        |
| 400 m détails | Bill Carr (USA) 46 s 2 (WR)                                                  | Benjamin Eastman (USA) 46 s 4                                                                 | Alex Wilson (CAN) 47 s 4                                                           |
| 800 m détails | Tommy Hampson (GBR) 1 min 49 s 8 (WR)                                        | Alex Wilson (CAN) 1 min 49 s 9                                                                | Phil Edwards (CAN) 1 min 51 s 5                                                    |
| 1 500 m détails | Luigi Beccali (ITA) 3 min 51 s 2                                             | Jerry Cornes (GBR) 3 min 52 s 6                                                               | Phil Edwards (CAN) 3 min 52 s 8                                                    |
| 5 000 m détails | Lauri Lehtinen (FIN) 14 min 30 s 0                                           | Ralph Hill (USA) 14 min 30 s 0                                                                | Lauri Virtanen (FIN) 14 min 44 s 0                                                 |
| 10 000 m détails | Janusz Kusociński (POL) 30 min 11 s 4                                        | Volmari Iso-Hollo (FIN) 30 min 12 s 6                                                         | Lauri Virtanen (FIN) 30 min 35 s 0                                                 |
| Marathon détails | Juan Carlos Zabala (ARG) 2 h 31 min 36 s                                     | Samuel Ferris (GBR) 2 h 31 min 55 s                                                           | Armas Toivonen (FIN) 2 h 32 min 12 s                                               |
| 110 m haies détails | George Saling (USA) 14 s 6                                                   | Percy Beard (USA) 14 s 7                                                                      | Donald Finlay (GBR) 14 s 8                                                         |
| 400 m haies détails | Bob Tisdall (IRL) 51 s 7 (WR)                                                | Glenn Hardin (USA) 51 s 9                                                                     | Morgan Taylor (USA) 52 s 0                                                         |
| 3 000 m steeple détails | Volmari Iso-Hollo (FIN) 10 min 33 s 4                                        | Thomas Evenson (GBR) 10 min 46 s 0                                                            | Joseph McCluskey (USA) 10 min 46 s 2                                               |
| 4 × 100 m détails | États-Unis Robert Kiesel Emmett Toppino Hector Dyer Frank Wykoff 40 s 0 (WR) | Allemagne Helmut Körnig Friedrich Hendrix Erich Borchmeyer Arthur Jonath 40 s 9               | Italie Giuseppe Castelli Gabriele Salviati Ruggero Maregatti Edgardo Toetti 41 s 2 |
| 4 × 400 m détails | États-Unis Ivan Fuqua Edgar Ablowich Karl Warner Bill Carr 3 min 08 s 2 (WR) | Grande-Bretagne Crew Stoneley Tommy Hampson David Burghley Godfrey Rampling 3 min 11 s 2 (AR) | Canada Ray Lewis James Ball Phil Edwards Alex Wilson 3 min 12 s 8                  |
| 50 km marche détails | Thomas Green (GBR) 4 h 50 min 10 s                                           | Jānis Daliņš (LAT) 4 h 57 min 20 s                                                            | Ugo Frigerio (ITA) 4 h 59 min 06 s                                                 |
| Saut en longueur détails | Edward Gordon (USA) 7,64 m                                                   | Lambert Redd (USA) 7,60 m                                                                     | Chūhei Nanbu (JPN) 7,45 m                                                          |
| Triple saut détails | Chūhei Nanbu (JPN) 15,72 m (WR)                                              | Erik Svensson (SWE) 15,32 m                                                                   | Kenkichi Oshima (JPN) 15,12 m                                                      |
| Saut en hauteur détails | Duncan McNaughton (CAN) 1,97 m                                               | Robert Van Osdel (USA) 1,97 m                                                                 | Simeon Toribio (PHI) 1,97 m                                                        |
| Saut à la perche détails | William Miller (USA) 4,31 m                                                  | Shūhei Nishida (JPN) 4,30 m                                                                   | George Jefferson (USA) 4,20 m                                                      |
| Lancer du poids détails | Leo Sexton (USA) 16,00 m                                                     | Harlow Rothert (USA) 15,67 m                                                                  | František Douda (TCH) 15,61 m                                                      |
| Lancer du disque détails | John Anderson (USA) 49,49 m                                                  | Henri LaBorde (USA) 48,47 m                                                                   | Paul Winter (FRA) 47,85 m                                                          |
| Lancer du marteau détails | Pat O'Callaghan (IRL) 53,92 m                                                | Ville Pörhölä (FIN) 52,27 m                                                                   | Peter Zaremba (USA) 50,33 m                                                        |
| Lancer du javelot détails | Matti Järvinen (FIN) 72,71 m                                                 | Matti Sippala (FIN) 69,80 m                                                                   | Eino Penttilä (FIN) 68,70 m                                                        |
| Décathlon détails | James Bausch (USA) 8 462 pts (WR)                                            | Akilles Järvinen (FIN) 8 292 pts (AR)                                                         | Wolrad Eberle (GER) 8 030 pts                                                      |
| Records et Performances - AR : Record continental (area record) - CR : Record des championnats (championship record) - MR : Record du meeting (meet record) - NR : Record national (national record) - OR : Record olympique (olympic record) - PR : Record paralympique (paralympic record) - PB : Record personnel (personal best) - SB : Meilleure performance personnelle de la saison (season's best) - WL : Meilleure performance mondiale de l'année (world leader) - WJR : Record du monde junior (world junior record) - WR : Record du monde (world record) Circonstances et Conditions - DNF : N'a pas terminé (did not finish) - DNS : N'a pas pris le départ (did not start) - DQ : Disqualification (disqualification) - NM : Aucun essai valable enregistré (No Mark) - Q : Qualifié « directement » au prochain tour (ou à la prochaine compétition), lors d'une compétition majeure, grâce au classement ou à la réalisation des minima (automatic qualifier) - q : Qualifié au prochain tour (ou à la prochaine compétition), lors d'une compétition majeure, grâce au repêchage ou à la réalisation de l'une des meilleures performances parmi celles des « non qualifiés directement » (grâce au meilleur temps ou à la meilleure distance par exemple) (secondary qualifier) |                                                                              |                                                                                               |                                                                                    |

### Femmes
| Épreuve | Or                                                                               | Argent                                                                           | Bronze                                                                              |
| --- | -------------------------------------------------------------------------------- | -------------------------------------------------------------------------------- | ----------------------------------------------------------------------------------- |
| 100 m détails | Stanisława Walasiewicz (POL) 11 s 9 (WR)                                         | Hilda Strike (CAN) 11 s 9                                                        | Wilhelmina von Bremen (USA) 12 s 0                                                  |
| 80 m haies détails | Mildred Didrikson (USA) 11 s 7                                                   | Evelyne Hall (USA) 11 s 7                                                        | Marjorie Clark (RSA) 11 s 8                                                         |
| 4 × 100 m détails | États-Unis Mary Carew Evelyn Furtsch Annette Rogers Wilhelmina von Bremen 47 s 0 | Canada Mildred Fizzell Lillian Palmer-Alderson Mary Frizzell Hilda Strike 47 s 0 | Grande-Bretagne Eileen Hiscock Gwendoline Porter Violet Webb Nellie Halstead 47 s 6 |
| Saut en hauteur détails | Jean Shiley (USA) 1,65 m (WR)                                                    | Mildred Didrikson (USA) 1,65 m (WR)                                              | Eva Dawes (CAN) 1,60 m                                                              |
| Lancer du disque détails | Lillian Copeland (USA) 40,58 m                                                   | Ruth Osburn (USA) 40,12 m                                                        | Jadwiga Wajs (POL) 38,74 m                                                          |
| Lancer du javelot détails | Mildred Didrikson (USA) 43,69 m                                                  | Ellen Braumüller (GER) 43,50 m                                                   | Tilly Fleischer (GER) 43,15 m                                                       |
| Records et Performances - AR : Record continental (area record) - CR : Record des championnats (championship record) - MR : Record du meeting (meet record) - NR : Record national (national record) - OR : Record olympique (olympic record) - PR : Record paralympique (paralympic record) - PB : Record personnel (personal best) - SB : Meilleure performance personnelle de la saison (season's best) - WL : Meilleure performance mondiale de l'année (world leader) - WJR : Record du monde junior (world junior record) - WR : Record du monde (world record) Circonstances et Conditions - DNF : N'a pas terminé (did not finish) - DNS : N'a pas pris le départ (did not start) - DQ : Disqualification (disqualification) - NM : Aucun essai valable enregistré (No Mark) - Q : Qualifié « directement » au prochain tour (ou à la prochaine compétition), lors d'une compétition majeure, grâce au classement ou à la réalisation des minima (automatic qualifier) - q : Qualifié au prochain tour (ou à la prochaine compétition), lors d'une compétition majeure, grâce au repêchage ou à la réalisation de l'une des meilleures performances parmi celles des « non qualifiés directement » (grâce au meilleur temps ou à la meilleure distance par exemple) (secondary qualifier) |                                                                                  |                                                                                  |                                                                                     |

## Tableau des médailles
| Rang  | Nation          | Or | Argent | Bronze | Total |
| ----- | --------------- | -- | ------ | ------ | ----- |
| 1     | États-Unis      | 16 | 13     | 6      | 35    |
| 2     | Finlande        | 3  | 4      | 4      | 11    |
| 3     | Grande-Bretagne | 2  | 4      | 2      | 8     |
| 4     | Pologne         | 2  | 0      | 1      | 3     |
| 5     | Irlande         | 2  | 0      | 0      | 2     |
| 6     | Canada          | 1  | 3      | 5      | 9     |
| 7     | Japon           | 1  | 1      | 2      | 4     |
| 8     | Italie          | 1  | 0      | 2      | 3     |
| 9     | Argentine       | 1  | 0      | 0      | 1     |
| 10    | Allemagne       | 0  | 2      | 3      | 5     |
| 11    | Lettonie        | 0  | 1      | 0      | 1     |
| 11    | Suède           | 0  | 1      | 0      | 1     |
| 13    | Philippines     | 0  | 0      | 1      | 1     |
| 13    | Afrique du Sud  | 0  | 0      | 1      | 1     |
| 13    | Tchécoslovaquie | 0  | 0      | 1      | 1     |
| 13    | France          | 0  | 0      | 1      | 1     |
| Total | Total           | 29 | 29     | 29     | 87    |